# Efecto de carga
El efecto de carga, también conocido como regulación, tiene que ver con el error en la medición de un determinado parámetro, cuando se emplea un determinado instrumento que modifica el sistema a medir. Ejemplos clásicos son las impedancias internas de los equipos electrónicos, así como una resistencia en paralelo cuando se mide con un voltímetro.
Un caso particular del efecto de carga es el análisis de la regulación de una fuente. En ese caso el efecto coincide con la pérdida de tensión a medida que disminuye la carga; este efecto viene dado por la relación:

{\displaystyle V_{L}=V_{S}{\frac {1}{1+{\frac {R_{S}}{R_{L}}}}}}

donde :
{\displaystyle V_{S}}: Tensión o voltaje de salida de la fuente.
{\displaystyle V_{L}}: Tensión o voltaje en la carga.
{\displaystyle R_{S}}: Resistencia interna de la fuente.
{\displaystyle R_{L}}: Resistencia de carga.
- Datos: Q3754311